# Fontana di Porta Dipinta
La fontana di Porta Dipinta conosciuta anche come fontana di Sant'Andrea è posta circa a metà della via omonima della parte alta della città di Bergamo, via che conduce da porta Sant'Agostino a piazza Mercato delle Scarpe, poco discosta dalla chiesa di Sant'Andrea. 

## Storia e descrizione
Molte sono le fontane presenti a Bergamo, alcune di loro già in epoca romana. Vi erano importanti sorgenti la cui acqua veniva convogliata in acquedotti perché venissero alimentate le numerose fontane. L'abbondanza di acqua è una delle condizioni che ha consentito lo sviluppo della cittadina già in epoca celtica. Le fonti prendevano acqua dall'acquedotto Magistrale, che era costituito dall'unione dei due acquedotti di San Gottardo o Sudorno, e di Castagneta.
Molte di queste fontane erano a muro poste in prossimità delle porte cittadine, così come la fontana di porta Dipinta era posta in prossimità dell'antica porta demolita nel 1815 per problemi di viabilità, ma che era il passaggio più importante come ingresso cittadino per chi proveniva da via Pignolo, e serviva la vicinia di Sant'Andrea, anticamente la più facoltosa della città essendo abitata da mercanti arricchitasi.

La fontana e la sua collocazione in un arcone sfondato, tipico delle fontane cittadine, e rivestito da pietra squadrata, risale alla metà del Novecento, lavori che avevano completamente modificando quello che era la sua struttura originale. La vasca è in marmo bianco della medesima epoca della fontana di San Giacomo, sulla via omonima, anche se di foggia differente. Sulla parete di fondo vi è la presenza di una piastra che riporta la scritta: 